# Bahamas ai Giochi della XXXIII Olimpiade
Le Bahamas hanno partecipato ai Giochi della XXXIII Olimpiade che si sono svolti a Parigi dal 26 luglio all'11 agosto 2024, con una delegazione di 20 atleti, 11 uomini e 9 donne.

## Delegazione
| Sport            | Uomini | Donne | Totale |
| ---------------- | ------ | ----- | ------ |
| Atletica leggera | 10     | 8     | 18     |
| Nuoto            | 1      | 1     | 2      |
| Totale           | 11     | 9     | 20     |